# 柿坪正義
柿坪 正義 （かきつぼ まさよし、1907年 - 1997年）は、日本の外交官。外務省情報文化局長や、国連大使、駐アラブ連合共和国大使、駐スイス大使、国連アジア経済開発研修所長等を歴任した。正三位勲一等瑞宝章。

## 人物・経歴
兵庫県加古川市出身。通産省官僚で日米繊維交渉時などで日東紡績会長を務めた柿坪精吾は弟。姫路市立姫路商業学校（現兵庫県立姫路商業高等学校）在学中、同級生の黒田俊夫（のちに日本大学人口問題研究所名誉所長）とともに東京商科大学（現一橋大学）進学を目指し、同大に進学。大学在学中文官高等試験に合格し、1932年に中退し外務省に入省した。
ケンブリッジ大学留学や、大東亜省南方事務局事務官、自由インド仮政府一等書記官等を経て、第二次世界大戦後は外務省情報文化局長、国連政府代表部大使、駐パキスタン特命全権大使、駐アラブ連合共和国特命全権大使、駐スイス特命全権大使、国連アジア極東経済委員会研修所長、国連アジア経済開発研修所長等を歴任した。1978年勲一等瑞宝章受章。1997年叙正三位。